# 埃塞俄比亞短頭蛙
埃塞俄比亞短頭蛙（Balebreviceps hillmani）是埃塞俄比亞短頭蛙屬現時唯一的一個物種，屬於姬蛙科短頭蛙亞科，原生於埃塞俄比亞的熱帶及亞熱帶雨林。由於其棲息地不斷喪失，現時已被列為瀕危物種。